# Lingua mondial
Il Mondial è una lingua ausiliaria internazionale creata negli anni quaranta dal dottor Helge Heimer (1890-1959), svedese, e pubblicata nel 1943. Un progetto molto articolato, che ottenne recensioni favorevoli da parte di molti linguisti accademici ma ebbe poco successo a livello pratico. Grammatiche e dizionari vennero pubblicati in svedese, francese, inglese, italiano e tedesco.

## Estratto
Tristan Bernard, le autor humoristique, havi un dia prendate place con un amico in un vagon de primer clase por andar a Versalies. Il alumavi imediatemente un bon cigar, que il comenzavi da fumar con visible satisfacion. Alor un senior entravi i dicavi in un ton iritante a Tristan Bernard da gectar le cigar o da andar in un altere compartimente. Nul response. Le senior inconosate repeta su demande, ma in van. Fuor se de indignacion, il precipita se fuor del compartimente i returna algue momentes dopo con le conductor. "Cel senior ha nulo da dicar ci", dicavi alor Tristan Bernard, "il ha un biliete de secunde clase, i cil e le primer clase." Confuse i furiose, le pasagero devavi presentar su biliete al conductor i acompaniar lui imediatemente a un compartimente de secunde clase. Cuando li havi andate se, le amico de Tristan Bernard questionavi lui come il havi povate savar que lo evi un biliete de secunde clase. "Il saliavi del poche de sui gilete", respondavi Tristan Bernard, i yo vidavi que il evi del mem color que le mi."
Italiano: Tristan Bernard, l'autore umoristico, aveva un giorno preso posto con un amico in un vagone di prima classe per andare a Versailles. Accese immediatamente un buon sigaro, che cominciò a fumare con visibili soddisfazione. Allora un signore entrò e disse in tono irritato a Tristan Bernard di gettare il sigaro o di andare in un altro scompartimento. Nessuna risposta. Il signore sconosciuto ripete la sua domanda, ma invano. Fuori di sé d'indignazione, si precipita fuori dallo scompartimento e ritorna alcuni momenti dopo col conduttore. »Quel signore non ha nulla da dire qui», disse allora Tristan Bernard, «egli ha un biglietto di seconda classe, e questa è la prima classe.» Confuso e furioso, il viaggiatore dové presentare il suo biglietto al conduttore e accompagnarlo immediatamente in uno scompartimento di seconda classe. Quando se ne furono andati, l'amico di Tristan Bernard gli domandò come aveva potuto sapere che era un biglietto di seconda classe. «Sporgeva dal taschino del suo gilè», rispose Tristan Bernard, «e ho visto che era dello stesso colore del mio.»